# Château de Courseulles
 (août 2023).
- Si vous ne connaissez pas le sujet, laissez ce bandeau (vous pouvez alors contacter les auteurs).
- Si vous supprimez le contenu mis en cause (vous pouvez préalablement contacter les auteurs),

argumentez précisément cette suppression dans la page de discussion
(un manque de référence n'est pas un argument ; une recherche réelle de référence doit avoir été effectuée, être formellement documentée).
Le château de Courseulles est une demeure qui se dresse sur le territoire de la commune française de Courseulles-sur-Mer dans le département du Calvados, en région Normandie.
Le château est classé partiellement aux monuments historiques.

## Localisation
Le château est situé à l'ouest de la commune de Courseulles-sur-Mer, sur un éperon, commandant l'embouchure de la Seulles, dans le département français du Calvados.

## Historique
Le château est le siège d'une seigneurie dont le plus ancien seigneur serait Raoul de Courseulles au IXe siècle[source insuffisante]. Le domaine est confisqué pendant un siècle avant de revenir à Jacques de Courseulles, petit fils du précédent.[source insuffisante]
En 1204, le fief est à nouveau confisqué par le roi. En 1255, il passe dans les mains de la famille de Meullent, puis à la famille de Montalais.[source insuffisante]
En 1419, le château est assiégé par Henri V d'Angleterre.[source insuffisante]
En 1450, il revient à Perrine de Meullent, épouse de Guillaume de Rosnyvinen. Le fief passe donc dans les mains de la famille de Rosnyvinen. Françoise de Rosenivinen épouse à la fin du XVe siècle de Jean de Montalais. Leur fils, Mathurin de Montalais, hérite du château. À sa mort, la baronnie est vendue à François de Marcillac, président du Parlement de Rouen.[source insuffisante]
Le domaine reste dans la famille de Marcillac jusqu'en 1584, année où il est revendu à François d'O, capitaine et gouverneur de Caen[source insuffisante]. Ce dernier fait reconstruire le château pour s'en servir comme résidence d'été. Anne de Joyeuse en fait l'acquisition en 1586. Mais le duc meurt l'année suivante et le château revient à François d'O, le prix de vente n'ayant pas été payé.[source insuffisante]
En 1605, la baronnie est placée sous séquestre. En 1630, le fief est acquis par Thomas II Morant[source insuffisante]. Il est modifié, vers 1672, par la marquise de Leuville (Marguerite de Laigue). 
En 1712, Jacques de Bellemare en fait l'acquisition et le château devient le siège d'un marquisat. Son petit-fils, Philippe de la Rivière, hérite du château en 1733. Il reste dans la famille de la Rivière jusqu'en 1834.[source insuffisante]
Pendant la révolution française, la marquise de Courseulles fuit en Allemagne. Le château est alors occupé et sert un temps de caserne pour l'infanterie.[source insuffisante]
Vers 1824, l'aile sud du château est démolie et les matériaux vendus à un maçon d'Amblie.[source insuffisante]
En 1834, le château passe par héritage à la famille de Savignac jusqu'en 1860 où il est racheté par Hector de Saint Clair. En 1869, il est acquis par la famille Lepeltier.[source insuffisante]
Le château est vendu le 16 septembre 1918 à la Société sucrière du Calvados. En 1920, une raffinerie de sucre est établie en contrebas du château. Ce dernier sert de bureaux pour l'administration de l'usine et de logements pour les ouvriers saisonniers[source insuffisante].
Le matin du 6 juin 1944, le château est entièrement ravagé par un incendie. Il est restauré de 1945 à 1950, par le directeur de l'usine, Robert Bouchon, en collaboration avec le directeur des monuments historiques du Calvados.[source insuffisante]
En 1965, la sucrerie cesse ses activités et l'usine est démolie en 1970.

En 1999, la société Viking fait l'acquisition du château. En 2005, il est racheté par un couple qui le transforme en gîte.

## Description

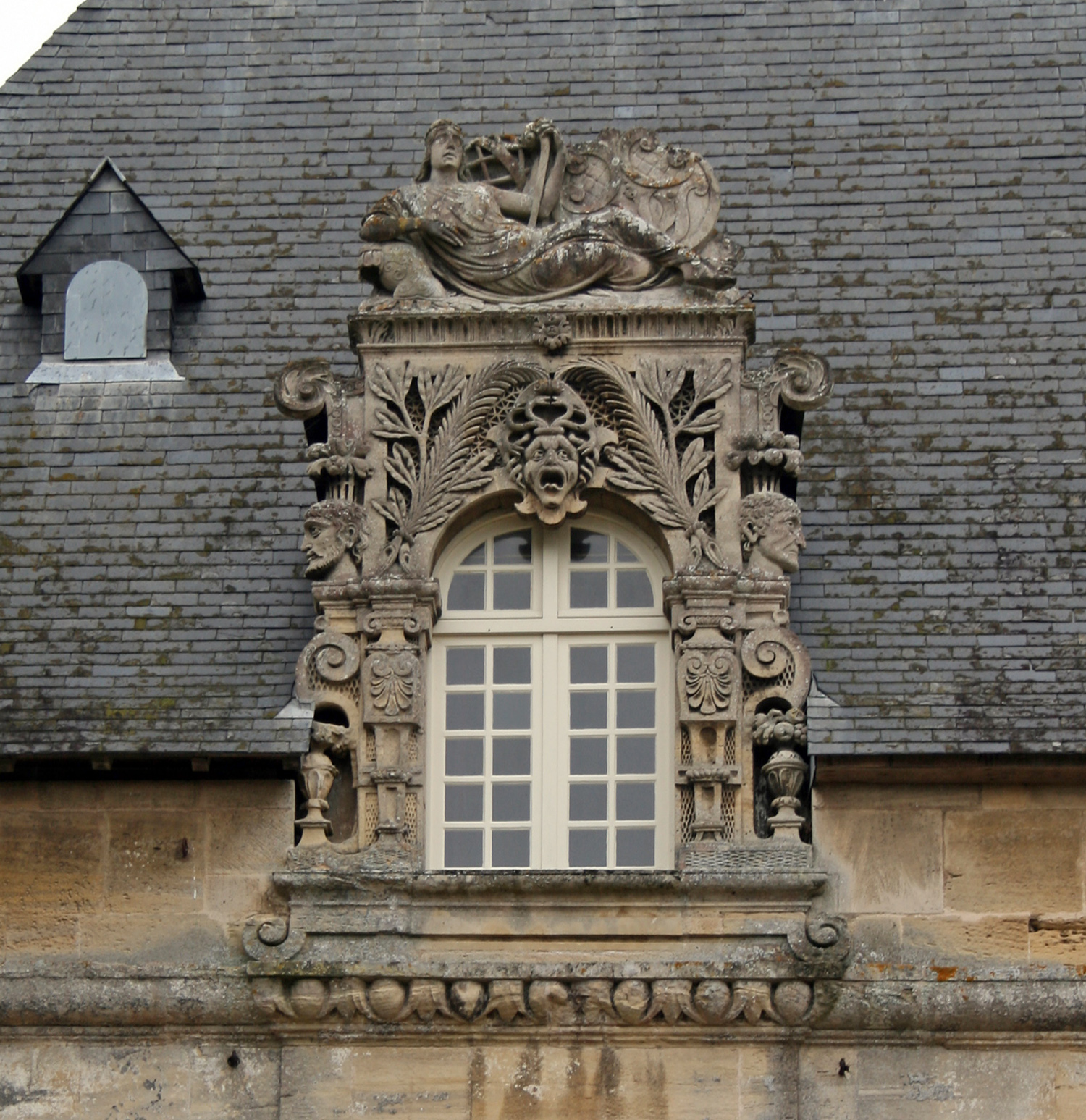
Une lucarne sculptée.

Le château est construit dans un style sobre, contrastant avec le décor des lucarnes sculptées.

## Protection aux monuments historiques
Le corps de logis principal y compris la cheminée située au premier étage du pavillon de droite font l'objet d'un classement au titre des monuments historiques par arrêté du 19 novembre 1910.